# Plasticosi
La plasticosi és una forma de cicatriu fibròtica que és causada per petits trossos de plàstic que inflamen el tracte digestiu.
Un estudi de 2023 de Hayley Charlton-Howard, Alex Bond, Jack Rivers-Auty i Jennifer Lavers, va trobar que la contaminació per plàstics causava malalties a les aus marines. Els investigadors van encunyar el terme «plasticosi» per indicar la primera instància registrada de fibrosi induïda pel plàstic en animals salvatges. «A més, la ingestió de plàstic té conseqüències greus i de gran abast, moltes de les quals tot just comencem a documentar i entendre completament».
Segons l'estudi, la malaltia només és causada pel plàstic.
La plasticosi és una cicatrització patològica de ferides en la qual el teixit conjuntiu substitueix el teixit parenquimàtic normal fins al punt que no es controla, provocant una remodelació dels teixits considerable i la formació de teixit cicatricial permanent. Les lesions repetides, la inflamació crònica i la reparació són susceptibles a la fibrosi on una acumulació excessiva accidental de components de la matriu extracel·lular, com el col·lagen, és produïda pels fibroblasts, donant lloc a la formació d'una cicatriu fibròtica permanent.

## Patogènesi
La plasticosi es va identificar per primera vegada a les baldrigues brunes (Ardenna carneipes) a l'illa de Lord Howe, Austràlia. Investigacions anteriors sobre aquesta població van trobar que el 90% dels pollets necropsiats contenien plàstics ingerits, que es creu que afecten negativament el creixement i la supervivència dels pollets. També s'han trobat peces microscòpiques de plàstic incrustades en teixits d'aquesta espècie, provocant inflamació i danys als teixits, així com pèrdua de glàndules tubulars i rugae. La fibrosi induïda pel plàstic s'ha demostrat prèviament en estudis de laboratori recents, en òrgans com el cor, el fetge, els ovaris i l'úter.

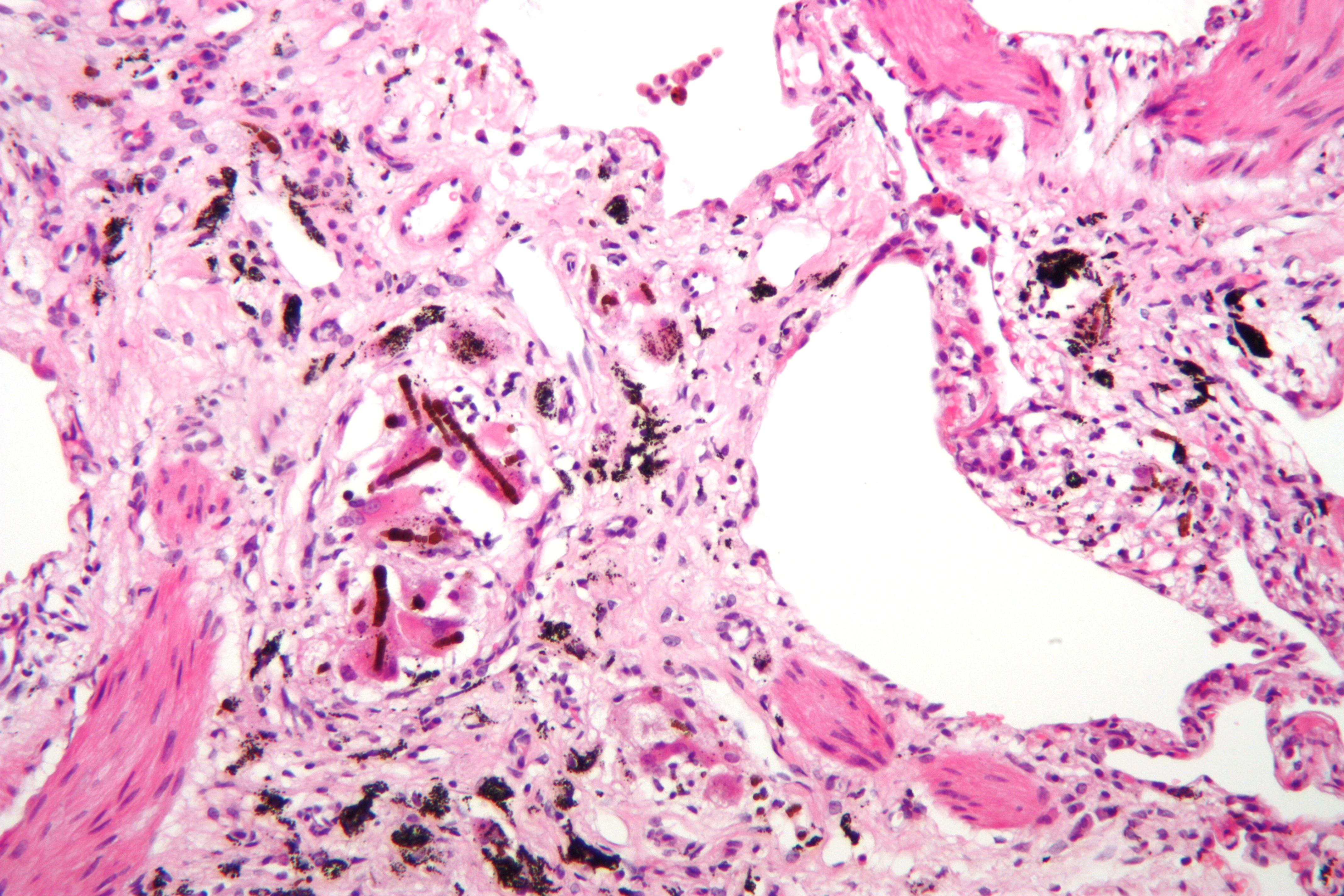
Exemple de fibrosi
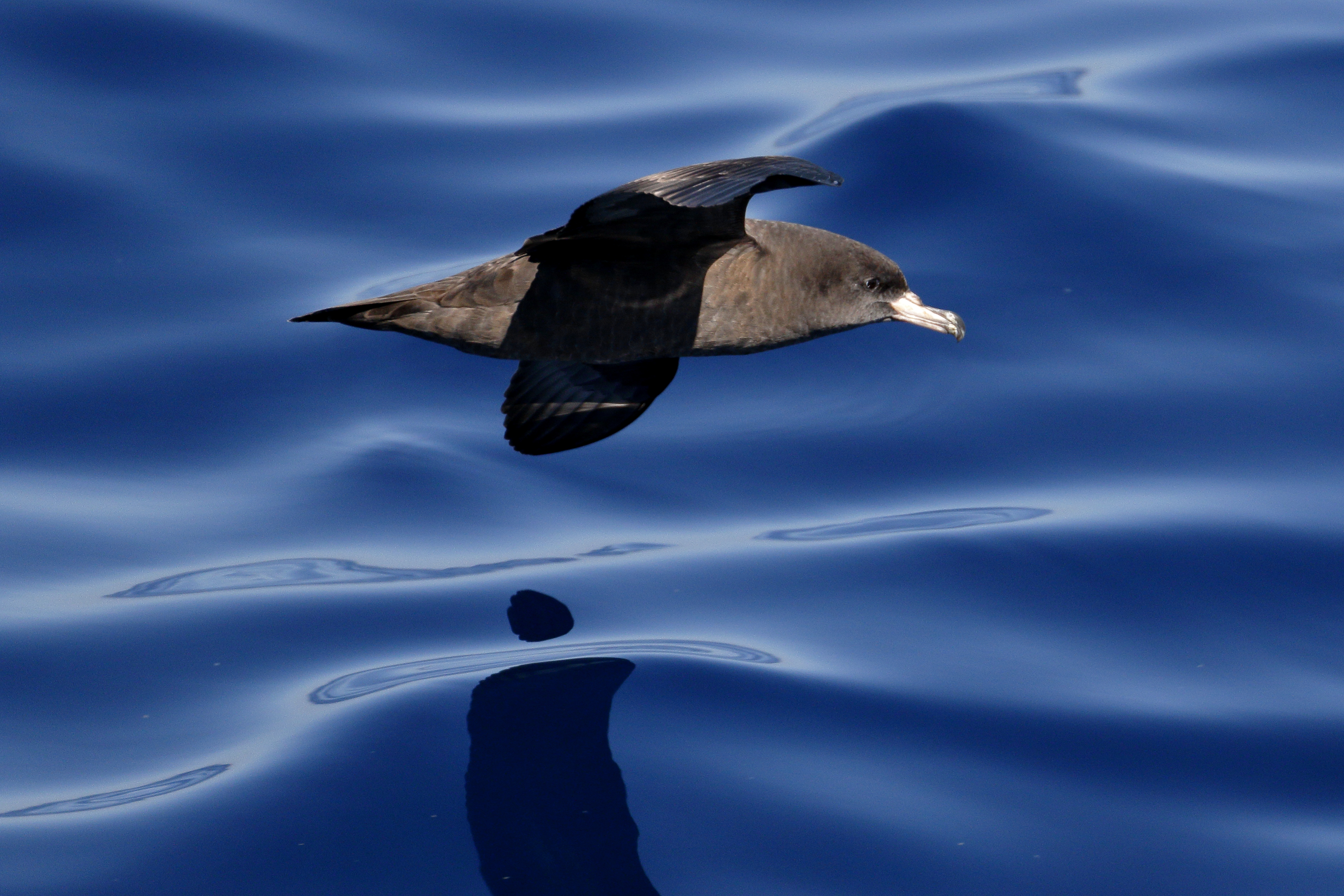
La baldriga bruna (Ardenna carneipes) és l'espècie en què es va descobrir la plasticosi

S'ha trobat que la plasticosi provoca un augment de la prevalença de col·lagen a les glàndules tubulars i la submucosa, i una formació generalitzada de teixit cicatricial a tot l'òrgan, provocant una reorganització extensa i danys als teixits, i potencialment una pèrdua de la funció dels teixits. Com que les glàndules tubulars produeixen moc per protegir l'epiteli, així com líquids que són crucials per a la digestió i l'absorció de nutrients, la plasticosi pot afectar la capacitat dels ocells per prevenir lesions o infeccions a l'estómac i reduir la funció de l'estómac. La formació excessiva de teixit cicatricial a la paret de l'estómac i la pèrdua de rugositats induïda pels plàstics també poden reduir la capacitat de l'estómac d'expandir-se, reduint potencialment la capacitat i la funció de l'estómac. La plasticosi s'ha comparat amb l'asbestosi i la silicosi, on el plàstic actua com un irritant persistent similar que condueix a la fibrosi.